# Музей історії Харківської спеціальної школи ім. В.Г. Короленка

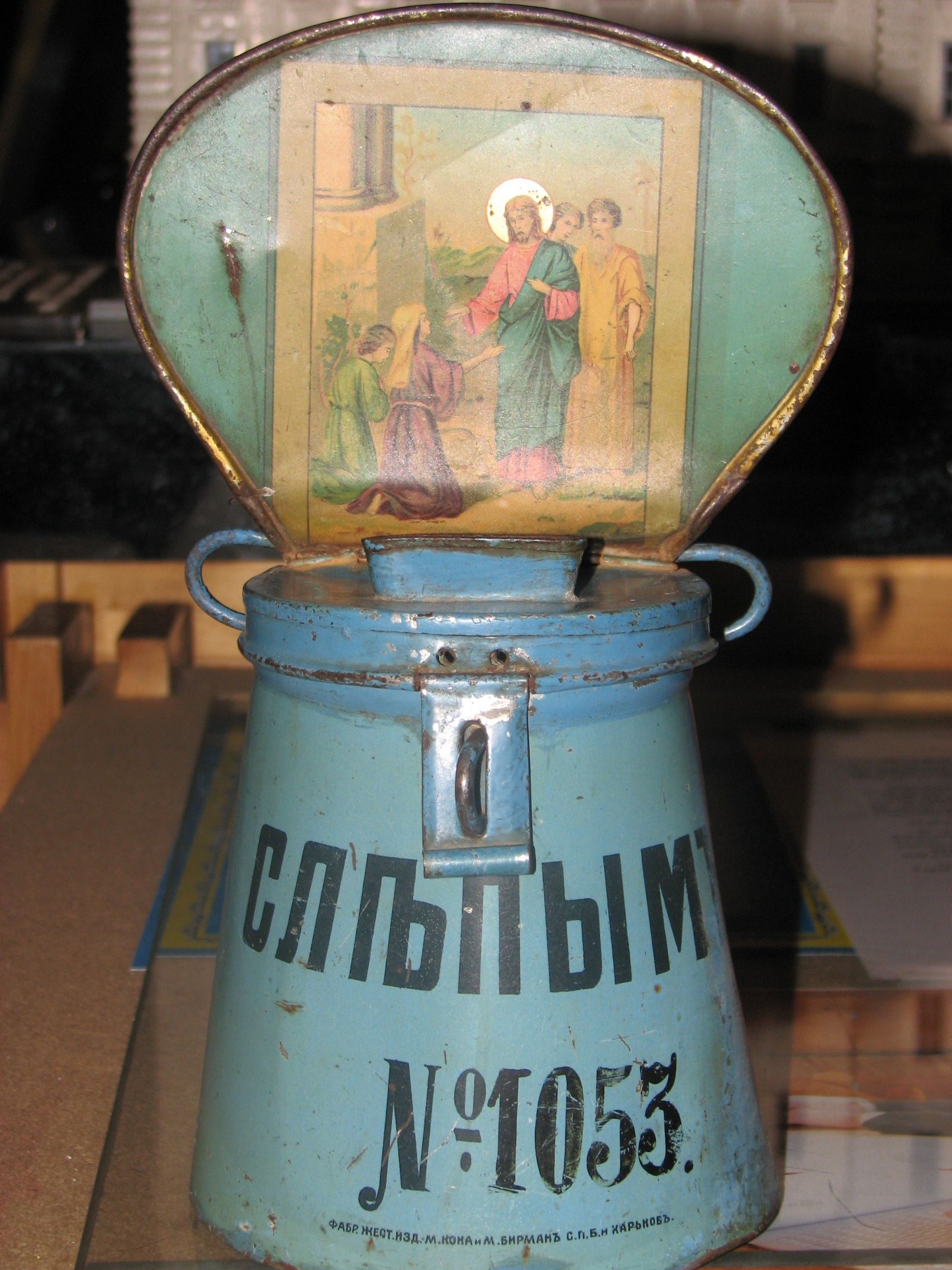
Кухоль для збору пожертв для незрячих людей в церквах міста Харкова, початок ХХ століття

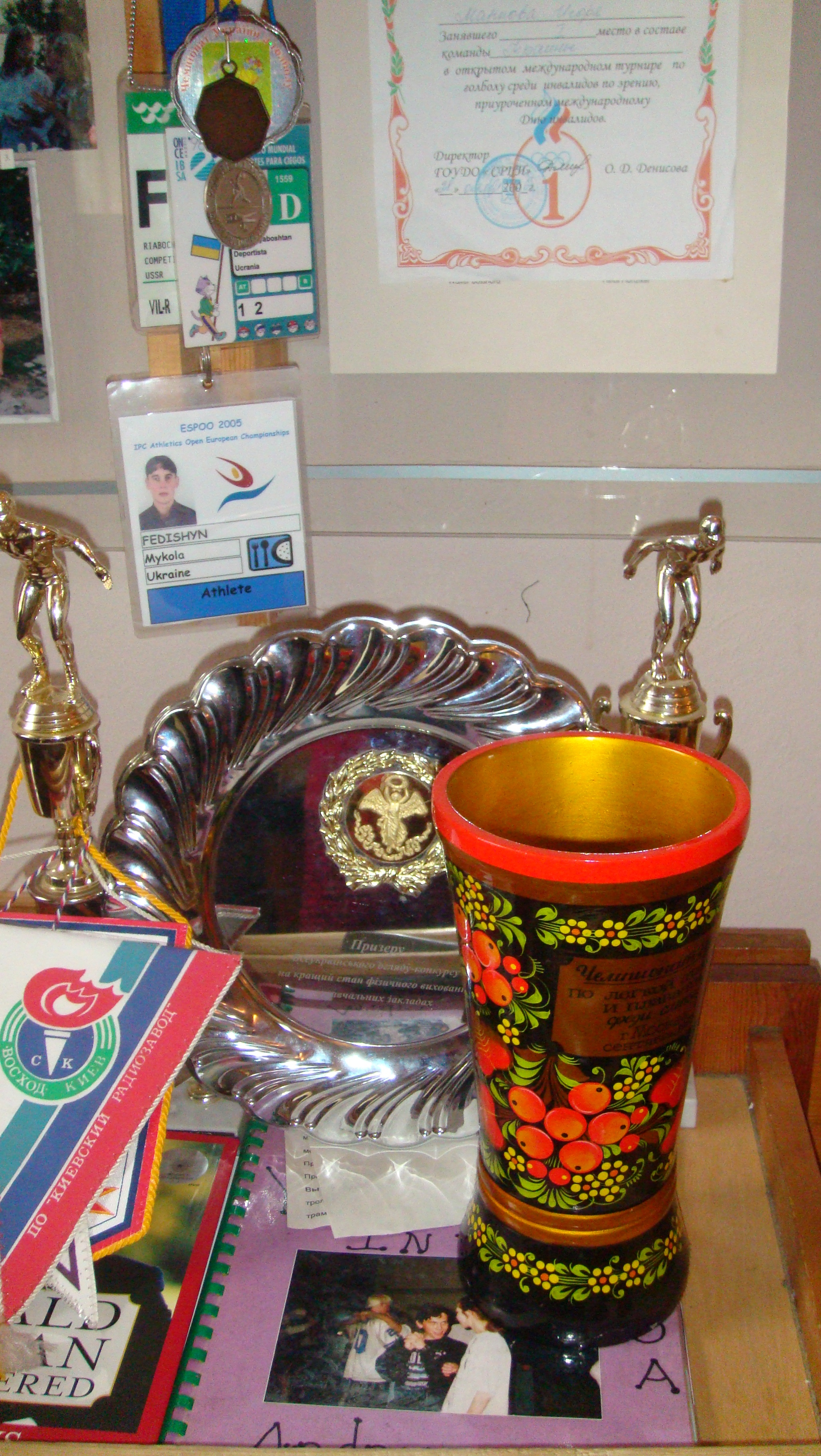
Нагороди спортсменів школи

## Музей історії Харківської спеціальної школи ім. В.Г. Короленка
Музей історії комунального закладу «Харківська спеціальна школа імені В.Г. Короленка» Харківської обласної ради засновано 24 жовтня 1987 року до 100-річного ювілею школи. 30 грудня 1987 року Харківським ОблВНО щодо створеного музею було видано наказ № 232 «Про затвердження рішення комісії обласного відділу народної освіти Харківської області з присвоєння звання «Шкільний музей».
Нині це – історико-культурний освітній простір, створений на базі багаторічної матеріальної та духовної спадщини багатьох поколінь учнів, випускників і педагогів школи. Своєю діяльністю музей сприяє спадкоємності досвіду та знань у сфері тифлопедагогіки. 
Колекція музею нерозривно пов’язана з місцевими краєзнавчими матеріалами, а експозиція представлена за наступними напрямками:
-  Культура Слобожанщини (предмети побуту, вишивки, посуд, вироби з лози та ін.)
-  Маріїнське училище для сліпих
-  Харківське училище для сліпих у  20 – 30 роки ХХ століття

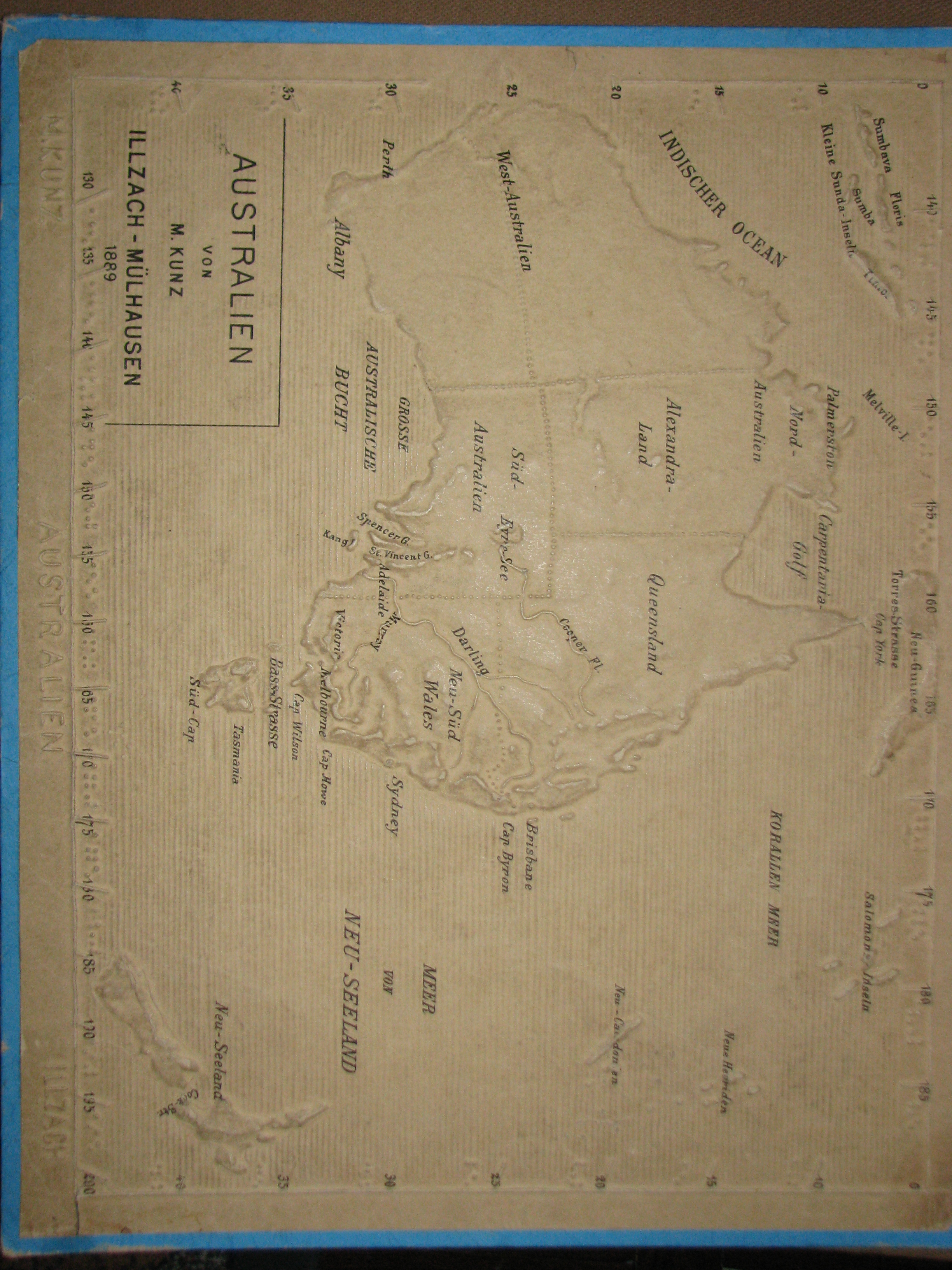
Рельєфна карта для навчання незрячих учнів, кінець ХІХ століття

-  Школа-інтернат в роки Другої світової війни
-  Зародження традицій школи (60-ті роки ХХ століття)
-  Наша школа стала середньою
-  Вони працювали в нашій школі
-  Спортивні зірки нашої школи
-  Наші закордонні подорожі
-  Гімназія-інтернат, як школа нового типу
-  Ними пишаємось (випускники школи)
-  На хвилях мелодій (музична освіта в гімназії)
-  Виховна робота в школі
-  Спасибі добродіям (наші спонсори)
-  Проєктна діяльність школи та музею
-   Школа під час повномасштабного вторгнення у 2022 році
Серед музейних експонатів є унікальні: кухоль «Сліпим» № 1053, якому понад 100 років, рельєфні карти з історії 1886 – 1890 років, прилади для письма шрифтом Брайля, примірники плакатів про училище, видані в 1908 році, журнали зі статтями про Харківське училище для сліпих за 1887, 1906 та 1914 роки (журнали «Слепец» 1887, 1906, 1914 років видання, плакати, які розповідають про училище сліпих,1908 року).
У бібліотеці музею зберігаються методичні розробки викладачів школи різних років, їх досягнення в тифлопедагогіці. Також експонуються нагороди колективу, педагогів, учнів і випускників школи: грамоти Міністерства освіти України, Національної академії педагогічних наук України, Кабінету Міністрів України, дипломи учнів і випускників, подарунки – сувеніри від гостей.
Керує роботою музею Рада, до складу якої входять учні, педагоги й випускники школи. Музей веде велику науково-пошукову роботу. Пошукові завдання в діяльності музею залежать від мети, яку ставить школа кожного навчального року. Тематичні екскурсії та бесіди готують екскурсоводи старших класів під керівництвом педагогів. В музеєзнавчому гуртку постійно досліджуються зокрема питання життя та творчої діяльності В.Г. Короленка, докорінно вивчається історія школи, доля її вчителів і вихованців. Результатами такої роботи є численні науково-дослідницькі та публіцистичні роботи. Особливої освітньо-наукової, краєзнавчої уваги заслуговують наступні:
-  Кіндрат Федорович Лейко та Володимир Олександрович Гандер – інспектори училища, видатні тифлопедагоги України.
-  «Була війна» – про життя дітей школи в роки Другої світової війни.
-  Випускники школи – науковий потенціал країни.
-  Спорт в житті незрячих людей.
-   Поет А.Я. Курочка «Незрячі поети» (випускники Харківської школи для незрячих)
-  Сторінками альманаху «Джерельце».
Найпочесніша й найвідповідальніша робота в музеї – екскурсовод. Ними стають учні, які сумлінно досліджують факти з історії школи, відстежують долі співробітників та випускників, вивчають музеєзнавство, навчаються майстерності у екскурсоводів музеїв міста й країни. Екскурсії проводяться п’ятьма мовами: українською, англійською, польською, німецькою та італійською. 

### Діяльність музею та співпраця з установами та музеями
Музей систематично надає науково-методичну допомогу педагогам і випускникам школи, студентам педагогічних спеціальностей та науковим співробітникам музеїв у підготовці наукових тез, у розробці методичних рекомендацій, у написанні курсових і дипломних робіт, у підготовці до захисту дисертацій на здобуття вченого ступеня.
На базі музею проводяться зустрічі для студентів педагогічних спеціальностей, наукових співробітників музеїв, семінари вчителів-істориків, географів, заступників директорів з виховної роботи, вихователів шкіл міста і області, слухачів обласних освітніх курсів.
Отже, діяльність музею історії Харківської спеціальної школи  імені В.Г. Короленка спрямована на наступні сфери:
1.  Розробка й проведення тематичних екскурсій, створення тимчасових експозицій з історії освіти незрячих людей; розвитку тифлопедагогіки, тифлопсихології та тифлографіки; життя і творчості письменника В.Г. Короленка. 
2.  Організація зустрічей з випускниками закладу; проведення майстер-майндів з основ професії в рамках профорієнтаційної акції «Вертикаль поколінь».
3.  Розробка та реалізація проєктів історико-краєзнавчого, соціально-культурного спрямування. Зокрема проєкт «Майстерня успіху», «Навчання та культура онлайн».
4.  Участь у місцевих, обласних, всеукраїнських та міжнародних науково-практичних конференціях, семінарах, фестивалях та акціях.
5.  Співробітництво з музеєм тифлографіки в селищі Овінська (Познанське воєводство, Польща), Чорнобильською історичною майстернею, Літературно-меморіальним комплексом імені В.Г. Короленка (м. Полтава), Харківським історичним музеєм імені М.Ф. Сумцова, Педагогічним музеєм України НАПН України (м. Київ), Художнім музеєм міста Дніпро, Харківським художнім музеєм, Пархомівським Художнім Музеєм, Харківським літературним музеєм, Харківським обласним організаційно-методичним центром культури та мистецтв, ГО «Український центр розвитку музейної справи», комунальним закладом «Харківська обласна станція юних туристів», історико-краєзнавчим проєктом «Екскурсії для своїх». 
Підписано угоди про співпрацю з Національним Києво-Печерським історико-культурним заповідником, Національним заповідником «Софія Київська» та Національним літературно-меморіальним музеєм Г.С. Сковороди (с. Сковородинівка). Продовжено договір про спільну діяльність з Комунальним закладом «Харківська обласна станція юних туристів» Харківської обласної ради.
У «Книзі відгуків музею», яка була розпочата ще в рік заснування, зібрано чимало схвальних відгуків не лише від гостей школи, а й від численних закордонних делегацій, які відвідували наше місто й мали бажання ознайомитися з діяльністю закладу освіти.

#### Результати діяльності музею
Результативність, внесок в сучасну тифлопедагогіку та високий рівень організації роботи музею неодноразово нагороджувалися почесними грамотами, сюжетами в телепередачах і публікаціями в міській та всеукраїнській пресі.
За багаторічний вагомий внесок у справу виховання учнівської молоді, популяризацію освітнього потенціалу закладу й сучасного педагогічного досвіду колективу, відродження та примноження історико-культурної спадщини Харківщини, Комісією Міністерства освіти і науки України Музею історії присвоєно високе звання «Зразковий музей», яке систематично підтверджується:
-  1992 рік. Музею присвоєно звання «Відмінний музей» (наказ Міністерства освіти і науки України № 111 від 12.08.92 року).
-   2005 рік. Музею присвоєно звання «Зразковий музей» (наказ Міністерства освіти і науки України № 353 від 13.06.2005 року) 
-  2017 рік. Музей історії підтвердив звання «Зразковий музей» (наказ Міністерства освіти і науки України № 622 від 21.04.2017).
-  2022 рік. Музей історії підтвердив звання «Зразковий музей» (наказ Міністерства освіти і науки України № 731 від 11.08.2022).
Музей історії школи ввібрав у себе комплекс різних видів позакласної освітньо-культурної, краєзнавчої роботи. Він забезпечує активізацію учнів, їх самостійну діяльність, організовує освітні, розвиваючі, комунікативні, виховні заходи. Це суттєва ланка в системі всіх заходів з соціалізації та реабілітації дітей, яка формує організаторські здібності учнів, розвиває їхню творчу активність, ініціативу. Навички орієнтації в просторі, комунікативні навички, а також любов і повагу до традицій рідної школи. 